# San Juan (Cádiz)
San Juan es un barrio del centro histórico de la ciudad de Cádiz, España, perteneciente al distrito 1. Está situado en el extremo noroccidental de la ciudad, a lo largo del malecón del Campo del Sur, entre el barrio del Pópulo, al este, y el barrio de La Viña, al oeste.
Antiguamente conocido como arrabal de Santiago, la zona tuvo una gran importancia para la ciudad durante el Medioevo, debido a que en ella se encontraba el puerto chico, desaparecido en el siglo XVIII con la construcción de las murallas defensivas. 
A pesar de su actividad comercial, los edificios residenciales de la zona presentan deficiencias.

## Lugares de interés
- Plaza de abastos
- Capilla de la Divina Pastora